# Mittelmühlgraben
Der Mittelmühlgraben ist ein Meliorationsgraben und Zufluss des Teupitzer Sees auf der Gemarkung der Stadt Teupitz im Landkreis Dahme-Spreewald in Brandenburg. Der Graben beginnt im Naturschutzgebiet Mühlenfließ-Sägebach und durchfließt es in nördlicher Richtung. Er passiert den westlich gelegenen Teupitzer Ortsteil Neuendorf und erreicht den Wohnplatz Mittelmühle. Dort befindet sich am historischen Mühlengebäude ein kleiner, aufgestauter Teich. Der Graben schwenkt in nordnordwestliche Richtung und entwässert in die Teupitzer Gewässer, die wiederum in den Teupitzer See fließen.